# ふく薬品
株式会社ふく薬品は、沖縄県那覇市に本社を置くドラッグストアおよび調剤薬局を運営する企業。ウエルシアホールディングスの連結子会社。

## 概要
沖縄県域においてドラッグストアの「ふく薬品」および調剤薬局、コンビニエンスストアを展開する。
創業以来、沖縄本島を中心に店舗数を拡大し、2010年時点で21店舗を有し県内のドラッグストアで最大手であった。その後、本土チェーンの進出が相次いだこともあり、現在は店舗数シェアでは県内業界3位である。2022年12月に国内ドラッグストア最大手のウエルシアホールディングスがふく薬品を子会社化したことにより、ウエルシアグループの一員となった。今後、プライベートブランドの導入や調剤薬局の併設を積極的に強化する方針。
2017年に沖縄本島中南部を中心にドラッグストアを展開していた「サウスウエスト」を吸収合併し、4店舗をふく薬品に転換した。合併後解散したサウスウエストについても後述する。

## 沿革
- 1974年（昭和60年）9月 - ふく薬品泉崎店を開業。
- 1989年（平成元年）4月1日 - 「株式会社ふく薬品」を設立。
- 2007年（平成19年）6月11日 - 南日本ニコスと提携し、提携クレジットカード「ふく薬品NICOSカード」の発行を開始[2]。店頭レジでは非接触決済サービス「ビザ タッチ（スマートプラス）」の取扱いを開始[3]。
- 2015年（平成27年）12月25日 - 沖縄県において初となるコンビニエンスストアとの一体型店舗「ファミリーマートふく薬品名護店」を出店[4]。
- 2017年（平成29年）
  - 3月1日 - 沖縄県においてドラッグストアを展開する「株式会社サウスウエスト」を吸収合併。
  - 7月3日 - ふく薬品、サンキュウファーマシー全店舗に共通ポイントプログラム「Tポイント」を導入[5]。
  - 8月1日 - ドラッグストア「サウスウエスト」の4店舗をふく薬品に転換。
- 2018年（平成30年）7月 - 本社所在地を那覇市久茂地から那覇市泉崎2丁目に移転。
- 2022年（令和4年）
  - 7月22日 - ウエルシアホールディングスがふく薬品の株式52.58%を取得し子会社化することを発表[6]。
  - 11月1日 - 調剤薬局を展開する子会社である「株式会社サンキュウファーマシー」を吸収合併。
  - 12月1日 - 株式取得を完了し、ウエルシアグループの一員となる[7]。
- 2023年（令和5年）
  - 4月 - 「WAON POINT」導入。同時に、「ウエルシアメンバーWAON POINTカード」及びクレジット機能付「ウエルシアカード」の発行を開始。

## 店舗
23店舗（2023年2月末現在）
- 調剤薬局専門店 - 4店舗
- 調剤薬局併設店 - 5店舗
- 100円ショップ併設店[注 4][8] - 2店舗
- コンビニ併設店 - 1店舗

詳しくは「公式サイト」を参照。

### 過去に存在した店舗
- 内間店（浦添市内間） - 2023年1月に閉店
- うらそえ店（浦添市城間） - 2022年12月に閉店
- ぐしかわ店（うるま市江洲） - 2021年9月に閉店
- よみたん店（中頭郡読谷村宇座） - 2021年4月に閉店
- のうれんプラザ店（那覇市樋川） - 2019年2月に閉店
- 石垣新川店（石垣市新川） - 2019年4月に閉店[注 5]
- 安謝マックスバリュー店（那覇市安謝） - 2019年頃に閉店
- おろく店（那覇市高良） - 2019年頃に閉店
- 開南バス停前店[注 6]（那覇市松尾） - 2018年5月に閉店
- 豊見城マックスバリュー店 - 2015年3月に閉店
- みどり町店（うるま市みどり町） - 不明
- 開南店（那覇市松尾） - 不明
- 東江店（名護市東江） - 不明
- 豊見城店（豊見城市宜保） - 不明
- 市場店[注 7]（那覇市松尾）- 不明
- サンライズ店（那覇市壺屋） - 不明

## サウスウエスト
株式会社サウスウエスト（英:South West Co.,Ltd.）は、1991年5月から2017年7月まで存在した沖縄県域でドラッグストアを運営していた企業。
2017年3月にふく薬品に吸収合併され、同年8月1日からは残存する店舗はふく薬品に転換、サウスウエストは法人、屋号ともに消滅した。

### 存在した店舗
- サウスウエスト若狭店（那覇市松山） - 現・ふく薬品 まつやま店
- サウスウエスト小禄店（那覇市高良） - 現・マンガ倉庫那覇店別館[注 8]
- サウスウエスト南風原店（島尻郡南風原町喜屋武） - 現・ふく薬品 はえばる店
- サウスウエスト津嘉山店（島尻郡南風原町津嘉山） - 現・ふく薬品 つかざん店